# Con brio (roman)
Con brio je ljubezenski roman slovenske pisateljice in novinarke Brine Švigelj Mérat (psevdonim Brina Svit). Knjiga je prvič izšla leta 1998 pri založbi Nova revija in bila pozneje prevedena v več svetovnih jezikov. 

## Vsebina
Zgodba se odvija v Parizu in pripoveduje o starejšemu ločencu, madžarskemu pisatelju Tiborju. Njegov nekoliko dolgočasen vsakdanjik prežet z rutino se močno spremeni, ko vanj vstopi rosno mlada Slovenka Grušenjka, ki jo preimenuje v Kati. Čeprav  Tibor gleda nase kot na osebo, ki mu je samsko življenje pisano na kožo, mu zaljubljenost popolnoma zamegli razum in zaprosi dekle za roko. Kati privoli v poroko pod pogojem, da ji ne postavlja vprašanj. A namesto da bi Tibor s svojo mladoporočenko užival v ljubezni, se trudi pritegniti njeno pozornost in hrepeni po obojestranski ljubezni. Ona izkorišča njegovo slepo zaljubljenost in manipulira z njim. Njun odnos je poln neuspelih poskusov približevanj in uspešnih oddaljevanj.

## Zbirka
Pri založbi Nova revija je leta 1998 roman izšel v zbirki Samorog, pri Cankarjevi založbi pa leta 2007 v zbirki Žepnice.

## Nagrade
Avtorica je za delo prejela Pullitzerjevo nagrado in nagrado Pen/Faulkner. 	
Knjiga je bila predlagana za mednarodno nagrado International IMPAC Dublin Literary Award, v Sloveniji pa je bila med nominiranimi za Kresnikovo nagrado leta 1999.

## Izdaje in prevodi
- Slovenski izvirnik je leta 1998 izšel pri založbi Nova revija. (COBISS)
- Pri Cankarjevi založbi v letih 2003, 2004 in 2007 v Zbirki Žepnice.
- Francoski prevod iz leta 1999. (COBISS)
- Grški prevod iz leta 2001. (COBISS)
- Nemški prevod iz leta 2002.(COBISS)
- Angleški prevod iz leta 2003.(COBISS)